# Seth Gilliam
Seth Gilliam (New York City, 5 novembre 1968) è un attore statunitense.

## Biografia
Gilliam si è laureato alla State University of New York at Purchase nel 1990. Dal 1999 al 2001 ha ricoperto il ruolo dell'agente Clayton Hughes nella serie televisiva della HBO Oz. Dal 2002 al 2008 è il detective e poi sergente Ellis Carver nella serie televisiva, sempre della HBO The Wire. Dal 2011 al 2017 è il dottore Alan Deaton nella serie televisiva di MTV Teen Wolf, ruolo che riprende anche nel film del 2023. Dal 2014 al 2022 è padre Gabriel Stokes nella serie televisiva post-apocalittica dell'AMC The Walking Dead.

## Vita privata
Il 3 maggio 2015, Gilliam è stato arrestato a Peachtree City , Georgia , per guida in stato di ebbrezza mentre procedeva a 108 miglia orarie in una zona con limite di 55 miglia orarie. La polizia ha trovato una sigaretta di marijuana nella sua auto.

## Filmografia

### Cinema
- Joey Breaker, regia di Steven Starr (1993)
- Jefferson in Paris, regia di James Ivory (1995)
- Il coraggio della verità (Courage Under Fire), regia di Edward Zwick (1996)
- Starship Troopers - Fanteria dello spazio (Starship Troopers), regia di Paul Verhoeven (1997)
- Tar, regia di Goetz Grossmann (1997)
- Punks, regia di Patrik-Ian Polk (2000)
- Personal Velocity: Three Portraits, regia di Rebecca Miller (2002)
- Un anno dopo (The Great Wonderful), regia di Danny Leiner (2005)
- Sympathetic Details, regia di Benjamin Busch (2008)
- The People v. Leo Frank, regia di Ben Loeterman (2009)
- Che fine hanno fatto i Morgan? (Did You Hear About the Morgans?), regia di Marc Lawrence (2009)
- The Skinny, regia di Patrik-Ian Polk (2012)
- Still Alice, regia di Richard Glatzer e Wash Westmoreland (2014)
- Teen Wolf - Il film (Teen Wolf: The Movie), regia di Russell Mulcahy (2023)

### Televisione
- I Robinson (The Cosby Show) – serie TV, episodi 7x10-7x11-7x20 (1990-1991)
- Gli occhi di uno straniero (In the Eyes of a Stranger), regia di Michael Toshiyuki Uno – film TV (1992)
- Law & Order - I due volti della giustizia (Law & Order) – serie TV, episodi 3x10-20x21 (1992-2010)
- Corte marziale - Death Sentence (Assault at West Point: The Court-Martial of Johnson Whittaker), regia di Harry Moses – film TV (1994)
- Oz – serie TV, 17 episodi (1999-2001)
- The Wire – serie TV, 50 episodi (2002-2008)
- Law & Order - Il verdetto (Law & Order: Trial by Jury) – serie TV, 4 episodi (2005)
- The Bronx Is Burning – serie TV, episodio 1x03 (2007)
- Law & Order: Criminal Intent – serie TV, 4 episodi (2007-2008)
- Damages – serie TV, episodio 2x03 (2009)
- CSI: Miami – serie TV, episodio 7x18 (2009)
- Mercy – serie TV, episodio 1x07 (2009) – non accreditato
- Nurse Jackie - Terapia d'urto (Nurse Jackie) – serie TV, episodio 2x03 (2010)
- Skins – serie TV, episodio 1x04 (2011) – non accreditato
- The Good Wife – serie TV, episodi 2x23-6x22 (2011-2015)
- Svetlana – serie TV, episodio 2x07 (2011)
- Teen Wolf – serie TV, 43 episodi (2011-2017)
- Person of Interest – serie TV, episodio 1x18 (2012)
- Homeland - Caccia alla spia (Homeland) – serie TV, episodio 2x06 (2012)
- Criminal Minds – serie TV, episodio 9x09 (2013)
- The Walking Dead – serie TV, 73 episodi (2014-2022)
- Elementary – serie TV, episodio 4x18 (2016)
- City on a Hill – serie TV, 4 episodi (2019)
- Bull – serie TV, episodio 4x17 (2020)
- The Blacklist – serie TV, episodio 10x16 (2023)
- The Walking Dead: The Ones Who Live, regia di Bert e Bertie, Michael Slovis e Michael E. Satrazemis – miniserie TV, puntata 1x05 (2024)

## Doppiatori italiani
Nelle versioni in italiano delle opere in cui ha recitato, Seth Gilliam è stato doppiato da:
- Fabrizio Vidale in Oz, The Wire, The Walking Dead, City On A Hill, The Walking Dead: The Ones Who Live
- Alessandro Quarta in Teen Wolf, Elementary, Teen Wolf - Il film
- Riccardo Rossi in Jefferson in Paris, Starship Troopers - Fanteria dello spazio
- Alberto Angrisano in Person of Interest, Still Alice
- Andrea Ward in Il coraggio della verità
- Marco Panzanaro in Law & Order: Criminal Intent (ep. 6x17)
- Simone Mori in CSI: Miami
- Roberto Gammino in Che fine hanno fatto i Morgan?
- Gabriele Sabatini in The Good Wife (ep. 2x23)
- Carlo Scipioni in The Good Wife (ep. 6x22)
- Tony Sansone in Criminal Minds
- Francesco Meoni in Bull